# Tillandsia chlorophylla
Tillandsia chlorophylla es una especie de planta epífita dentro del género  Tillandsia, perteneciente a la  familia de las bromeliáceas.  

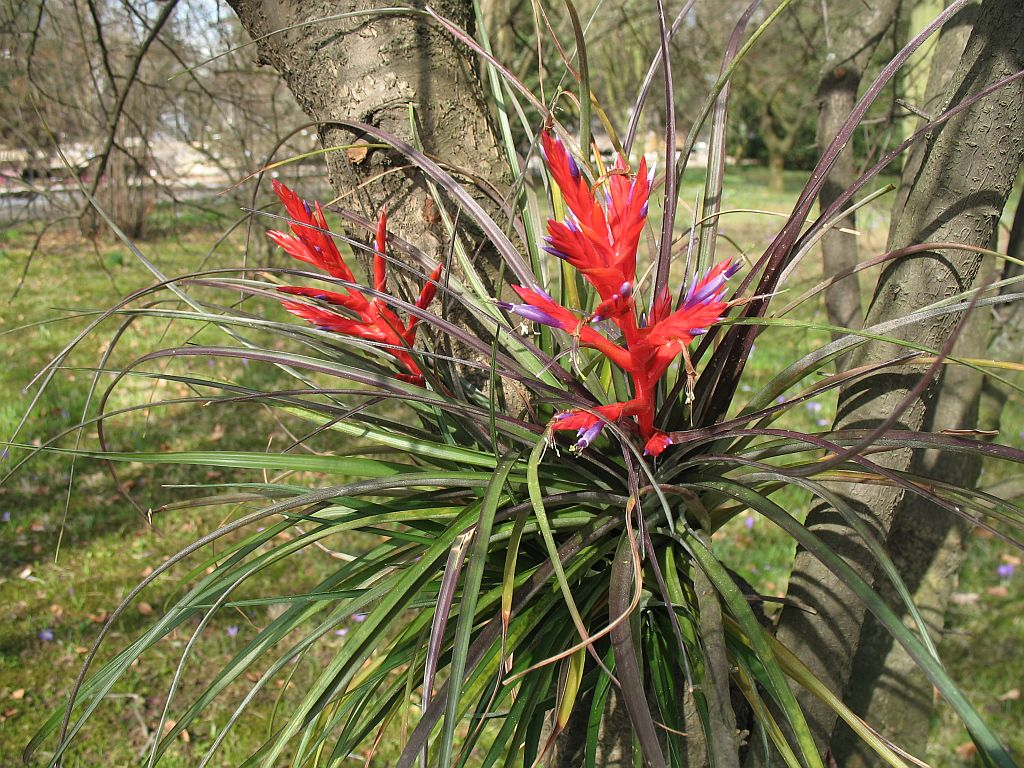
Vista de la planta

## Descripción
Son plantas epífitas que alcanza un tamaño de hasta 40 cm en flor, acaules. Hojas de 40-50 cm; vainas 2.8-3 cm de ancho, pardo pálido, densamente adpreso lepidotas; láminas 1-1.5 cm de ancho, finamente nervadas, densamente subpatente cinéreo lepidotas en el envés, glabras en el haz, angostamente triangulares, atenuadas. Escapo 16-18 cm; brácteas subfoliáceas, las vainas ligeramente más largas que los entrenudos, amplexicaules, las láminas alargado-atenuadas, el escapo parcialmente expuesto. Inflorescencia 10-12 cm, 1-pinnado compuesta; brácteas primarias más largas que las espigas inferiores; espigas 3-5 cm, divergentes a patentes, con 3-6 flores. Brácteas florales 1-1.2 cm, más cortas que los sépalos, erectas a patentes, ecarinadas (carinadas?), nervadas, glabras, cartáceas a subcoriáceas. Flores subsésiles o con pedicelos hasta 2 mm; sépalos 1-1.3 cm, lisos o nervados, cartáceos a subcoriáceos, glabros, el anterior ecarinado a inconspicuamente carinado, los 2 posteriores fuertemente carinados, igualmente connatos hasta 2 mm; pétalos purpúreos. Los frutos son cápsulas de 2 cm.

## Distribución y hábitat
Se encuentra en las selvas altas perennifolias, a una altitud de 100-400 metros desde Belice, Guatemala, y sur de México (Veracruz, Oaxaca, Chiapas).

## Cultivar
- Tillandsia 'Lit'l Lucy'[6]

## Taxonomía
Tillandsia chlorophylla fue descrita por Lyman Bradford Smith y publicado en North American Flora 19: 145. 1938.
Etimología
Tillandsia: nombre genérico que fue nombrado por Carlos Linneo en 1738 en honor al médico y botánico finlandés Dr. Elias Tillandz (originalmente Tillander) (1640-1693).
chlorophylla: epíteto
Sinonimia
- Tillandsia santiago-tuxtlensis Matuda	[7][8]